# Reto Hollenstein
Reto Hollenstein (Frauenfeld, 22 agosto 1985) è un ex ciclista su strada svizzero.

## Carriera
Professionista dal 2009, non ha ancora colto alcuna vittoria. In carriera ha corso tutti i Grandi giri e tutte le Classiche monumento; ha partecipato più volte ai campionati del mondo su strada con la propria nazionale.

## Piazzamenti

### Grandi Giri
- Giro d'Italia

2012: ritirato (13ª tappa)
2019: 94º
2022: 129º
- Tour de France

2014: non partito (17ª tappa)
2015: 75º
2016: 97º
2017: 150º
2021: 136º
- Vuelta a España

2018: 55º
2020: 72º

### Classiche monumento
- Milano-Sanremo

2016: 161º
2017: 78º
2019: 109º
2020: 81º
- Giro delle Fiandre

2009: 53º
2012: ritirato
2015: ritirato
2016: 68º
2017: 60º
2019: 82º
2021: ritirato
- Parigi-Roubaix

2012: fuori tempo massimo
2016: 56º
2017: 48º
2019: 58º
2022: 81º
- Liegi-Bastogne-Liegi

2013: 100º
2014: 91º
2018: 127º
2020: 100º
2021: 120º
2022: ritirato
- Giro di Lombardia

2013: ritirato
2021: 73º
2022: 88º

### Competizioni mondiali
- Campionati del mondo su strada

Toscana 2013 - Cronometro Elite: 51º
Richmond 2015 - Cronosquadre: 13º
Doha 2016 - Cronometro Elite: 9º
Doha 2016 - In linea Elite: ritirato
Bergen 2017 - Cronosquadre: 9º
Bergen 2017 - Cronometro Elite: 40º
Innsbruck 2018 - Cronosquadre: 11º

### Competizioni europee
- Campionati europei

Plouay 2020 - In linea Elite: ritirato
Monaco di Baviera 2022 - In linea Elite: 51°
Drenthe 2023 - In linea Elite: 80°